# Старая Крихана
Старые Криганы, Крихана Веке (рум. Crihana Veche) — село в Кагульском районе Молдавии. Относится к сёлам, не образующим коммуну.

## География
Село расположено на высоте 5 метров над уровнем моря.

## Население
По данным переписи населения 2004 года, в селе Старая Крихана проживает 4189 человек (2020 мужчин, 2169 женщин). 
Этнический состав села:
| Национальность | Число жителей | Процентный состав |
| -------------- | ------------- | ----------------- |
| молдаване      | 4070          | 97.16             |
| румыны         | 32            | 0.76              |
| русские        | 23            | 0.55              |
| цыгане         | 17            | 0.41              |
| украинцы       | 15            | 0.36              |
| болгары        | 15            | 0.36              |
| гагаузы        | 10            | 0.24              |
| прочие         | 7             | 0.17              |
| Всего          | 4189          | 100 %             |

## Почётные граждане
- Теодор Шербан
- Николае Мэткаш
- Влад Кубряков
- Эмиль Гажу
- Раду Балтасиу
- Иоан Василеску

## Села побратимы и партнёры
- Оанчя, уезда Галаць, Румыния
- Скынтейешть, уезда Галаць, Румыния
- Михаил Когэлничану, уезда Констанца, Румыния
- Михай Витязу, уезда Клуж, Румыния
- Савёне, департамент Атлантической Луары, Франция